# Reunion (álbum de Black Sabbath)
Reunion es el cuarto álbum doble en directo de la banda británica de heavy metal Black Sabbath, lanzado en 1998.
Las grabaciones se llevaron a cabo el 4 y 5 de diciembre de 1997 en el NEC de Birmingham, mientras que la fase de mezcla y producción tuvo lugar en Hollywood, California.
El álbum incluye dos nuevos temas de estudio: Psycho Man y Selling My Soul.
La portada y el arte gráfico integral son obra del fotógrafo estadounidense Glen Wexler.

## Lista de canciones

### CD 1
1. War Pigs
2. Behind the Wall of Sleep / Basically
3. N.I.B.
4. Fairies Wear Boots
5. Electric Funeral
6. Sweet Leaf
7. Spiral Architect
8. Into the Void
9. Snowblind

### CD 2
1. Sabbath Bloody Sabbath
2. Orchid / Lord of this World
3. Dirty Women
4. Black Sabbath
5. Iron Man
6. Embryo / Children of the Grave
7. Paranoid
8. Psycho Man (Osbourne-Iommi) [estudio]
9. Selling My Soul (Osbourne-Iommi) [estudio]

Todos los temas escritos por Black Sabbath, salvo los indicados

## Integrantes
- Ozzy Osbourne - Voz
- Tony Iommi - Guitarra
- Geezer Butler - Bajo
- Bill Ward - Batería
- Geoff Nicholls - Teclados y guitarra

- Datos: Q1068737